# Михајло Попов
Михајло Попов (укр. Михайло Попов; 27. јануар 1985) је украјински стонотенисер и параолимпијац. На Параолимпијским играма 2016. у Рију је освојио златну медаљу. На Параолимпијским играма 2012. је освојио бронзану медаљу.